# Idan Roll

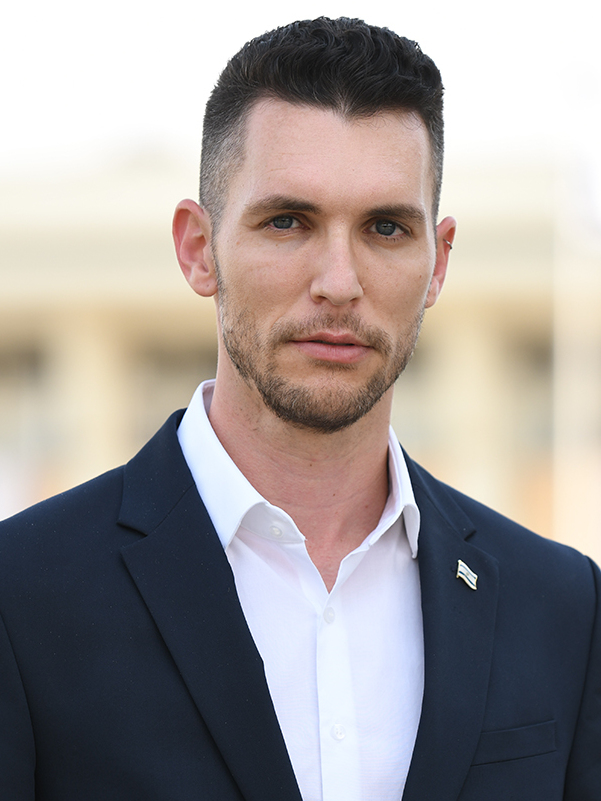
Idan Roll (2020)

Idan Roll (hebräisch עידן רול; * 27. April 1984 in Jerusalem) ist ein israelisches Model und als Politiker tätig.

## Leben
Roll diente im israelischen Geheimdienstkorps, studierte Rechtswissenschaften an der Universität Tel Aviv, arbeitete als Model für mehrere Modeunternehmen und auch außerhalb Israels. Er war im Auftrag der Jewish Agency auf einer Mission in Texas, Er arbeitete auch bei MASA Israel, Er war in der Organisation StandWithUs aktiv.
Er ist Mitglied der Knesset für Jesch Atid. 2021 trat seine Partei der neuen Regierungskoalition bei und Roll wurde zum stellvertretenden Außenminister ernannt.

## Privates
Am 5. März 2021 heiratete Roll den Pop-Sänger Harel Skaat.